# Port lotniczy Erfurt-Weimar
Port lotniczy Erfurt-Weimar (IATA: ERF, ICAO: EDDE) – port lotniczy położony 5 km na zachód od Erfurtu. Posiada pas startowy o długości 2600 metrów i może obsłużyć 800 000 pasażerów. W 2006 obsłużył 356 378 pasażerów.

## Linie lotnicze i połączenia
| Linia lotnicza       | Kierunek                                            |
| -------------------- | --------------------------------------------------- |
| Corendon Airlines    | 1. Antalya 2. Hurghada Sezonowo: 1. Heraklion       |
| European Air Charter | Sezonowe czartery: 1. Burgas                        |
| Eurowings            | Sezonowo: 1. Palma de Mallorca (od 1 kwietnia 2024) |
| FlyEgypt             | Sezonowe czartery: 1. Hurghada                      |
| Freebird Airlines    | Sezonowo: 1. Antalya                                |
| Tailwind Airlines    | Sezonowe czartery: 1. Antalya                       |